# Арнальдо Лучентіні
Арнальдо Лучентіні (італ. Arnaldo Lucentini, 7 липня 1930, Толентіно — 6 серпня 1981, Джела) — італійський футболіст, що грав на позиції півзахисника, зокрема за «Сампдорію», а також національну збірну Італії. По завершенні ігрової кар'єри — тренер.

## Клубна кар'єра
Народився 7 липня 1930 року в місті Толентіно. Вихованець футбольної школи клубу «Толентіно». Дорослу футбольну кар'єру розпочав 1947 року в основній команді того ж клубу, в якій провів один сезон. 
1948 року юного гравця запросила до своїх лав «Сампдорія», у складі якої він вже із сезону 1949/50 став гравцем основного складу на рівні Серії A. Загалом відіграв за генуезький клуб чотири сезони своєї ігрової кар'єри, взявши участь у понад 100 матчах найвищого дивізіону.
Згодом з 1952 по 1962 рік грав у складі вищолігових «Фіорентини», «Трієстини» та «Лаціо», а також за «Катандзаро» із Серії B.
Завершував ігрову кар'єру у третьоліговому «Ареццо» у 1960–1962 роках. Пізніше в сезоні 1964/65 одного разу виходив на поле у складі «Юве Стабія», команди, яку на той час тренував.

## Виступи за збірну
Наприкінці 1951 року провів свою єдину офіційну гру у складі національної збірної Італії.

## Кар'єра тренера
Отримав перший тренерський досвід у команді «Юве Стабія», яку тренував протягом 1964–1965 років.
Згодом у 1970-х тренував нижчолігову «Емпедокліну», а 1981 року працював із «Лікатою».
Помер 6 серпня 1981 року на 52-му році життя у місті Джела.
| Дата       | Місто  | Господарі | Результат | Гості  | Турнір           | Голи | Примітки |
| ---------- | ------ | --------- | --------- | ------ | ---------------- | ---- | -------- |
| 25-11-1951 | Лугано | Швейцарія | 1 – 1     | Італія | товариський матч | -    |          |
| Усього     |        | Матчів    | 1         |        | Голів            | 0    |          |